# Metacatharsius murati
Metacatharsius murati là một loài bọ cánh cứng trong họ Bọ hung (Scarabaeidae).